# John Hasbrouck van Vleck
John Hasbrouck van Vleck (13. března 1899, Middletown, Connecticut – 27. října 1980, Cambridge (Massachusetts)) byl americký matematik a fyzik. V roce 1977 získal Nobelovu cenu za fyziku za svůj příspěvek k pochopení chování elektronů v magnetických pevných látkách, za „zásadní teoretické výzkumy elektronové struktury magnetických a neuspořádaných systémů“.

## Život
Narodil se ve vědecké rodině, otec byl matematik a děd astronom. Vyrůstal v Madisonu, kde také na tamní Wesleyan University roku 1920 získal titul bakaláře v klasickém liberálním studiu. Doktorát získal na Harvardově univerzitě roku 1922 a nastoupil jako asistent na University of Minnesota, odkud krátce přešel na svoji alma mater a odtud opět na Harvardovu univerzitu. Za druhé světové války pracoval na vývoji radaru na MIT, kde přispěl studiem absorpce centimetrových vln, což mělo význam pro další vývoj nejen radaru, ale také radioastronomie. Účastnil se jako oponent i projektu Manhattan, vývoje atomové bomby, kde se zasloužil o zjednodušení bomby a zmenšení jejích rozměrů.

## Dílo a působení
Van Vleck se zpočátku zabýval absorpcí a spektrálními čarami. Položil základy kvantově mechanické teorii magnetismu a bývá označován jako její otec. Podoně se zasloužil o teorii krystalového pole a ligandů. Mezi jeho žáky patřili nobelisté Edward Mills Purcell a Philip Warren Anderson, historik vědy Thomas Kuhn nebo jeden z vynálezců číslicového počítače, John Vincent Atanasoff.

## Ocenění
Už roku 1936 mu jeho domovská univerzita udělila čestný doktorát a roku 1950 byl zvolen zahraničním členem Holandské královské akademie věd. V letech 1961-1962 byl hostujícím profesorem na Oxfordaké univerzitě a roku 1966 mu president USA udělil Národní vyznamenání za vědu. V roce 1967 byl zvolen zahraničním členem Královské společnosti, roku 1974 získal Lorentzovu medaili a v roce 1977 společně s Philipem W. Andersonem a sirem Nevillem Mottem Nobelovu cenu za fyziku. Van Vleckovy transformace a Van Vleckův paramagnetismus nesou jeho jméno.